# پردیس سینمایی مگامال
پردیس سینمایی مگامال یک پردیس سینمایی در مرکز خرید مگامال شهر تهران، ایران است. ساخت این پردیس سینمایی که جزئی از مجتمع تجاری-فرهنگی مگامال است در آذر ۱۳۹۵ ساخت آن شروع شده و در ۲۰ اردیبهشت ۱۳۹۶ با ده سالن سینما با ظرفیت ۱۳۵۰ صندلی و ۳۵۰۰ پارکینگ خودرو افتتاح شده‌است. اتاق فرار و سالن بیلیارد و فودکورت مجموعه نیز فعال شده است